# Comostola storthyngica
Comostola storthyngica là một loài bướm đêm trong họ Geometridae.